# Заплазы (Одесская область)
Заплазы (укр. Заплази) — село, относится к Любашёвскому району Одесской области Украины.
Население по переписи 2001 года составляло 134 человека. Почтовый индекс — 66543. Телефонный код — 4864. Занимает площадь 1,633 км². Код КОАТУУ — 5123380903.
К северу (≈ 10-11 км) располагается ж.-д. ст. Заплазы.

## Местный совет
66542, Одесская обл., Любашёвский р-н, с. Боково